# Valerius Aedituus
Valerius Aedituus war ein römischer Dichter, der im ausgehenden 2. Jahrhundert vor Christus wirkte und somit zu den ältesten bekannten Epigrammdichtern in der römischen Literatur gehört. Er wird sowohl von Aulus Gellius als auch von Apuleius mit den Dichtern Porcius Licinus und Quintus Lutatius Catulus zusammen genannt. Daher wird angenommen, dass die Werke dieser drei Schriftsteller in einer Anthologie zusammengefasst wurden.

## Werke
Valerius Aedituus ist durch zwei erotische Epigramme im elegischen Distichon bekannt, die in den Noctes Atticae des Aulus Gellius (19,9,10 und 19,9,12) überliefert sind.
Das erste Epigramm umfasst vier Verse und ist an Pamphila gerichtet. Thematisch werden das Unvermögen des Liebenden, seine Gefühle zu versprachen, und das hieraus resultierende Leid zum Ausdruck gebracht. Es ist der sapphischen Ode nachempfunden, wie sie auch in Catulls Carmen 51 verarbeitet. Das Gedicht weist im letzten Distichon zwei verderbte Stellen auf.
Das zweite Epigramm umfasst sechs Verse und ist an Phileros gerichtet. Thematisch wird die nur durch die Göttin Venus löschbare innere Liebesglut mit dem Feuer einer Fackel verglichen, das durch Wind oder Regen gelöscht werden kann.

## Textausgaben
- Jürgen Blänsdorf (Hrsg.): Fragmenta poetarum Latinorum epicorum et lyricorum. Praeter Enni Annales et Ciceronis Germanicique Aratea. 4. Auflage. De Gruyter, Berlin/New York 2011, ISBN 978-3-11-020915-0, S. 104–106.

### Lexika
- Rudolf Helm: Valerius 95. In: Paulys Realencyclopädie der classischen Altertumswissenschaft (RE). Band VII A,2, Stuttgart 1948, Sp. 2312 f.
- Peter Lebrecht Schmidt: [III 1] Valerius Aedituus. In: Der Neue Pauly (DNP). Band 12/1, Metzler, Stuttgart 2002, ISBN 3-476-01482-7, Sp. 1113.

### Untersuchungen
- Luigi Alfonsi: Da Valerio Edituo a Porcio Licino. In: Rheinisches Museum für Philologie. Neue Folge, 101. Bd., 3. H. 1958, S. 254–256.
- Henry David Jocelyn: Some observations on Valerius Aedituus ap. Gell. XIX 9,12. In: Eikasmós. Vol. 5, 1994, S. 247–250.
- Rudolf Stark: Sapphoreminiszenzen. In: Hermes. 85. Bd., H. 3, September 1957, S. 325–336.
- James R. G. Wright: A Komos in Valerius Aedituus. In: The Classical Quarterly. Vol. 25, No. 1, Mai 1975, S. 152–153.

| Personendaten    | Personendaten                                      |
| ---------------- | -------------------------------------------------- |
| NAME             | Valerius Aedituus                                  |
| KURZBESCHREIBUNG | römischer Dichter                                  |
| GEBURTSDATUM     | 2. Jahrhundert v. Chr.                             |
| STERBEDATUM      | 2. Jahrhundert v. Chr. oder 1. Jahrhundert v. Chr. |